# Міжнародна федерація гандболу
Міжнародна федерація гандболу (МФГ) (англ. International Handball Federation, IHF) — міжнародний керівний орган з гандболу та пляжного гандболу. Заснована 11 липня 1946 року. Об'єднує 209 національних федерацій усіх п'яти континентів. 

## Історія
З 1936 року гандбол олімпійський вид спорту, а IHF єдиною організацією, яка керує гандболом у всьому світі. Міжнародна федерація гандболу є членом Асоціації міжнародних федерацій олімпійських літніх видів спорту. З 1990 років розвивається також пляжний гандбол.
Штаб-квартира IHF знаходиться у Базелі (Швейцарія). Президент IHF — Хассан Мустафа (Єгипет).

## Структура федерації
Для керівництва гандболом у різних районах світу і для представництва IHF на місцях створені зональні федерації: Європейська (1991), Азійська (1976), Африки (1973), Північної Америки і Карибського моря (2019), Південної Америки і Центральної Америки (2019), Океанії (1999).

## Президенти IHF
| #   | Президент      | Країна    | Термін                            |
| --- | -------------- | --------- | --------------------------------- |
| 1.  | Йоста Бйорк    | Швеція    | 11 липня 1946 – 9 вересня 1950    |
| 2.  | Ганс Бауманн   | Швейцарія | 9 вересня 1950 – 9 лютого 1971    |
| Тим | Пауль Гегберг  | Швеція    | 9 лютого 1971 – 23 серпня 1972    |
| 3.  | Пауль Гегберг  | Швеція    | 23 серпня 1972 – 25 липня 1984    |
| 4.  | Ервін Ланц     | Австрія   | 25 липня 1984 – 26 листопада 2000 |
| 5.  | Хассан Мустафа | Єгипет    | 26 листопада 2000 –               |

## Змагання під егідою IHF
З 1938 року проводитися чемпіонат світу з гандболу серед чоловіків, а з 1957 року серед жінок. Обидва турніри проводяться незалежно один від одного, з інтервалом раз на два роки. Крім цього під егідою IHF проводяться чемпіонати світу для юніорських і молодіжних чоловічих і жіночих збірних.
З 1936 року гандбольний турнір є незмінною частиною програми Літніх Олімпійських ігор, проведенням даного турніру в рівній мірі займаються країна організатор Олімпійських ігор, МОК та Міжнародна федерація гандболу.